# Trumf

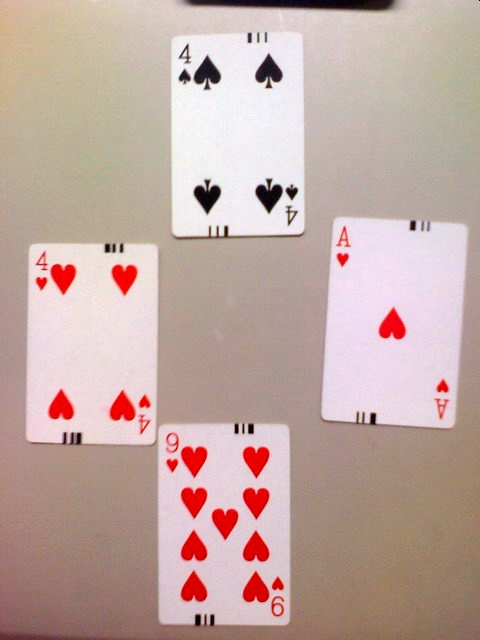
Karty, které mohou být trumfové

Trumf v karetních hrách je karta, případně skupina karet jedné barvy, kterou či kterými je možné přebít kartu jinou. Její postavení ve hře je dáno konkrétními pravidly karetní hry. Používá se hlavně ve zdvihových hrách.

## Funkce trumfů
Konkrétní pravidla v jednotlivých karetních hrách určují, zda a které karty jsou nazývány a používány jako trumfy. Jsou to takové karty, kterými je možné ve zdvihu přebít kartu jiné barvy bez ohledu na jejich výši, tedy trumfová osmička může přebít ve zdvihu i eso netrumfové barvy. Trumfové barvy se mohou kolo od kola měnit, nebo mohou být pro všechna kola hry stabilní. V některých zdvihových hrách není předem určena trumfová barva (Červená bere, Dudák), ale karta určité hodnoty (Sedma).